# Draycote
Draycote – osada w Anglii, w hrabstwie Warwickshire, w dystrykcie Rugby. Leży 18 km na wschód od miasta Warwick i 124 km na północny zachód od Londynu.